# Flórina
Flórina (grec Φλώρινα) és una ciutat de la perifèria de Macedònia Occidental, al nord de Grècia. És al centre de la unitat perifèrica de Flórina de la qual és la capital. És en una vall boscosa a uns 13 quilòmetres al sud de la frontera amb Macedònia del Nord. És a l'est de Korçë (Albània) i del llac Prespa, al sud de Bítola (Macedònia del Nord), a l'oest de Tessalònica (Macedònia Oriental i Tràcia) i d'Eges, al nord-oest de Làrissa, de Kozani, al nord-est de Ioànnina (Epir) i de Kastorià. Les muntanyes de Verno s'estenen cap al sud-oest i al Varnous cap al nord-oest. L'aeroport més proper és a l'est. Florina és travessada per les carreteres GR-2 (llac Prespa - Eges) i GR-3/E65 (Kozani - Florina - Niki (lloc fronterer) - Bítola).